# Malden-on-Hudson, New York
Malden-on-Hudson, New York (енгл. Malden-on-Hudson) насељено је место без административног статуса у америчкој савезној држави Њујорк.

## Демографија
По попису из 2010. године број становника је 405.
| Група             | 2000.    | 2010.       |
| Белци             | 0 (0,0%) | 349 (86,2%) |
| Афроамериканци    | 0 (0,0%) | 6 (1,5%)    |
| Азијати           | 0 (0,0%) | 0 (0,0%)    |
| Хиспаноамериканци | 0 (0,0%) | 42 (10,4%)  |
| Укупно            | 0        | 405         |